# Tomasz Basiuk
Tomasz Basiuk – polski amerykanista, doktor habilitowany nauk humanistycznych, profesor uczelni Uniwersytetu Warszawskiego, dyrektor Instytutu Ameryk i Europy UW.

## Kariera naukowa
2 grudnia 1997 r. uzyskał na Wydziale Neofilologii UW stopień doktora nauk humanistycznych w dyscyplinie literaturoznawstwa na podstawie pracy The Narrative Techniques in the Novels of William Gaddis, której promotorem był Zbigniew Lewicki. 13 marca 2014 uzyskał na Wydziale Filologicznym Uniwersytetu Gdańskiego stopień doktora habilitowanego w tej samej dyscyplinie na podstawie dorobku naukowego oraz rozprawy Odsłony. „Życio-pisanie” gejów amerykańskich od czasu Stonewall.
Pracował w Instytucie Anglistyki UW, a następnie związał się z Ośrodkiem Studiów Amerykańskich UW, którego dyrektorem był w latach 2005–2012. Od 2016 r. jest dyrektorem Instytutu Ameryk i Europy UW.